# Phantom Blood
Phantom Blood (jap. ファントムブラッド Fantomu buraddo) – manga autorstwa Hirohiko Arakiego, pierwsza z części serii JoJo’s Bizarre Adventure. Ukazywała się na łamach magazynu „Shūkan Shōnen Jump” wydawnictwa Shūeisha od stycznia do października 1987. Całość została zebrana w 5 tomach. W Polsce prawa do dystrybucji serii nabyło wydawnictwo Japonica Polonica Fantastica.
Historia rozgrywa się w XIX wiecznej Anglii i opowiada o Jonathanie Joestarze, dziedzicu zamożnej rodziny Joestarów, oraz jego przybranym bracie Dio Brando, który pragnie przejąć fortunę Joestarów dla siebie. Używając starożytnej kamiennej maski, Dio przemienia się w wampira, a Jonathan uczy się techniki sztuk walki zwanej hamonem, aby z nim walczyć. Araki opisał główne motywy opowieści jako „bycie żywym” oraz „afirmację, że ludzkość jest wspaniała”, gdzie bohaterowie rozwijają się i pokonują problemy dzięki własnym działaniom.
Seria zebrała recenzje, od mieszanych po pozytywne, przy czym krytycy często krytykowali anatomię i pozy postaci. Podczas publikacji Araki często słyszał, że Phantom Blood to jedyna seria, która nie pasowała do „najlepszych z najlepszych”, które ukazały się w tym samym czasie, takich jak Dragon Ball i Pięść Gwiazd Północy. Seria doczekała się dwóch adaptacji anime: filmu z 2007 roku stworzonego przez studio A.P.P.P. oraz serialu telewizyjnego z 2012 roku, wyprodukowanego przez studio David Production. W 2006 roku premierę miała także gra komputerowa wyprodukowana przez Bandai.

## Fabuła
Dio Brando, urodzony w biedzie młodzieniec, zostaje adoptowany przez zamożnego George’a Joestara, który chce spłacić dług wobec ojca Dio, Daria, zmarłego w 1880 roku. Syn George’a, Jonathan, pragnący stać się dżentelmenem, zostaje odtrącony przez rodzinę i przyjaciół, którymi Dio manipuluje, aby przejąć majątek Joestarów. Po tym, jak Dio zmusza do pocałunku ukochaną Jonathana, Erinę Pendleton, rozgniewany Jonathan pokonuje Dio w walce na pięści. Ten w akcie zemsty zabija psa Jonathana, Danny’ego, i czeka na odpowiedni moment, by kontynuować swoje intrygi. Obaj młodzieńcy rozwijają zainteresowanie tajemniczą kamienną maską, która zareagowała na krew Dio podczas ich walki. Jonathan odkrywa, że maska była używana przez Azteków, aby zapewnić noszącemu nieśmiertelność.
W 1888 roku, gdy Dio osiąga wiek umożliwiający przejęcie majątku, celowo truje George’a. Jonathan dowiaduje się o spisku Dio, a poszukiwania dowodów prowadzą go na Ogre Street, niebezpieczną ulicę w Londynie, gdzie zaprzyjaźnia się z Robertem E. O. Speedwagonem. W międzyczasie Dio planuje zaaranżować „wypadek” i testuje maskę na pijaku, która zmienia go w potężnego wampira, który prawie zabija Dio, zanim zostaje zniszczony przez światło słoneczne. Jonathan i Speedwagon wracają do posiadłości z dowodami i ujawniają spisek Dio, wskutek czego ten próbuje zabić Jonathana nożem, ale George poświęca swoje życie, aby uratować syna. Dio używa krwi George’a oraz maski, aby stać się wampirem. Następnie Jonathan podpala posiadłość Joestarów i nabija Dio na posąg w płonącym domu, ale ten przeżywa.
Podczas powrotu do zdrowia, Jonathan ponownie spotyka się z Eriną i razem poznają Willa A. Zeppeliego, człowieka, który zamierza zniszczyć kamienną maskę, po tym jak spowodowała śmierć jego ojca. Zeppeli uczy Jonathana, jak korzystać z nadnaturalnej energii wytwarzanej poprzez kontrolowane oddychanie, zwanej hamonem. Następnie Jonathan, Speedwagon i Zeppeli wyruszają do Wind Knights Lot, gdzie Dio tworzy armię zombie. Zeppeli zostaje śmiertelnie ranny, jednak zanim umiera, przekazuje Jonathowi resztki swojej mocy. Po wsparciu sojuszników Zeppeliego, Jonathan niszczy ciało Dio, wysyłając przez nie hamon, ale ten, aby przetrwać, odcina swoją głowę. Po tym Speedwagon niszczy kamienną maskę.
Jonathan bierze ślub z Eriną, a następnego dnia para wyrusza w podróż poślubną do Stanów Zjednoczonych. Jednak Dio, wciąż żywy, dostaje się na statek, planując przeszczepić swoją głowę na ciało Jonathana. Dio śmiertelnie rani Jonathana, ale ten, wykorzystując resztki swojej mocy, manipuluje ciało sługi Dio, Wang Chana, tak aby zablokował koło łopatkowe statku, powodując jego eksplozję. Jonathan umiera, trzymając głowę Dio w ramionach, podczas gdy Erina ucieka, ukrywając się w trumnie z uratowanym niemowlęciem jednej z pasażerek. Dwa dni później Erina zostaje uratowana koło Wysp Kanaryjskich i przysięga, że przekaże prawdę o życiu Jonathana swojemu nienarodzonemu dziecku oraz przyszłym pokoleniom.

## Produkcja

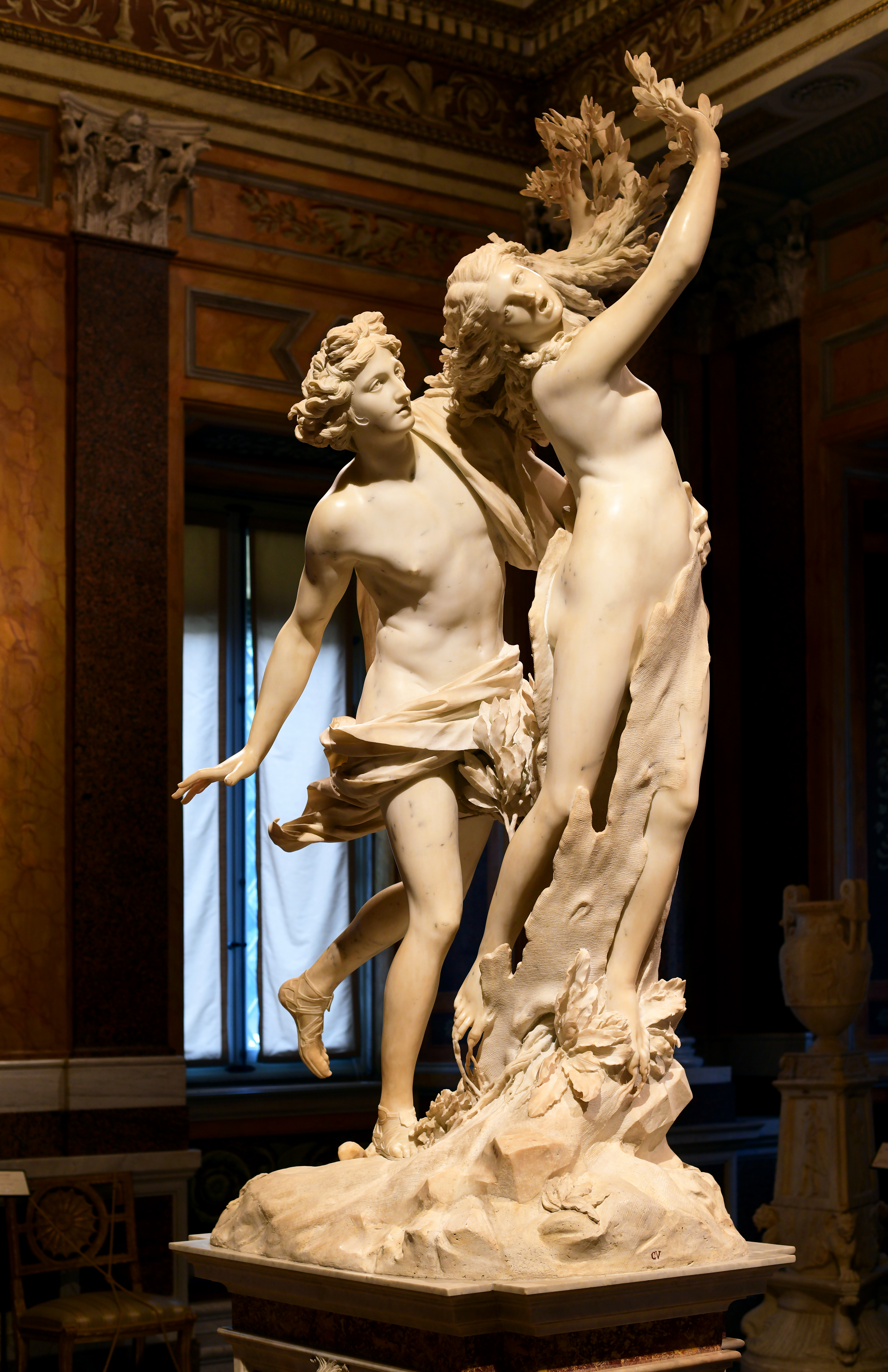
Na pozy postaci miała wpływ rzeźba Berniniego Apollo i Dafne.

Phantom Blood zostało napisane i narysowane przez Hirohiko Arakiego. Przed rozpoczęciem pracy nad tą serią stworzył mangę, która przypominała dzieła Hisashiego Eguchiego, artysty znanego z rysunków postaci kobiecych; redaktor Arakiego, Ryōsuke Kabashima, ze złością powiedział mu, aby nigdy więcej nie rysował czegoś tak wtórnego, co skłoniło go do zmiany swojego stylu i stworzenia Phantom Blood. Ze względu na popularność Arnolda Schwarzeneggera i Sylvestra Stallone’a w tamtym czasie, Araki zaprojektował postacie o muskularnych sylwetkach. Na pozy postaci, które Araki uważa za charakterystyczny aspekt swoich rysunków, wpłynęła podróż do Włoch tuż przed rozpoczęciem publikacji Phantom Blood. Tam odwiedził Galerię Borghese w Rzymie i zobaczył rzeźbę „Apollo i Dafne” autorstwa Gian Lorenzo Berniniego. Ujrzenie jej na żywo z różnych perspektyw miało na niego ogromny wpływ; opisał ją jako przytłaczająco piękną i intensywną, zupełnie inną niż rzeźby w japońskich muzeach oraz sposoby pozowania postaci u większości mangaków.

### Struktura i motywy
Manga została stworzona przy użyciu struktury ki-shō-ten-ketsu – wstęp (ki), rozwinięcie (shō), zwrot akcji (ten) i zakończenie (ketsu) – wraz z zasadą wzrostu i upadku, według której bohater musi rozwijać się w czasie w stosunku do punktu początkowego na początku historii, a nie ulegać stagnacji lub regresowi. Araki zauważył jednak, że z powodu cotygodniowego formatu serii początkowy regres Jonathana, gdy Dio zamienia jego szczęśliwe życie w pasmo trudności, oznaczał, że rozwój Jonathana pozostawał na poziomie ujemnym przez kilka tygodni po premierze serii, co prowadziło do negatywnego odczucia, że Jonathan zawsze przegrywa. Araki zastosował podobną krzywą wzrostu dla Dio, chociaż z jego dążeniem ku złu. Pomimo stosowania zasady nieustannie rozwijającego się bohatera, Araki zdecydował się ją nagiąć i sprawić, że Jonathan umrze, by ocalić swoją żonę i dziecko. Przyznał, że śmierć to najniższy możliwy punkt, jaki może osiągnąć bohater, i nazwał to czymś „nie do pomyślenia” w shōnen-mandze, ale dodał, że ponieważ chciał przekazać dziedzictwo rodziny Joestarów, potrzebował śmierci Jonathana, aby jego krew i duch mogły zostać przekazane bohaterowi drugiej części serii. Choć nazwał to ryzykownym, uznał przekazanie pałeczki za pozytywny aspekt, który umożliwił skrajny negatyw w postaci uśmiercenia pierwszego protagonisty.
Araki opisał motywy przewodnie Phantom Blood jako „bycie żywym” oraz „afirmację, że ludzkość jest wspaniała”. To drugie wyjaśnił jako opis zdolności ludzkości do rozwoju i przezwyciężania trudności dzięki własnej sile i duchowi. Jest to motyw przewodni, który pojawia się we wszystkich kolejnych częściach JoJo’s Bizarre Adventure, przedstawiany poprzez ludzi odnoszących sukcesy w walce dzięki własnym działaniom, bez polegania na maszynach czy bogach. Temat ten, wraz z motywem przekazania pałeczki, został zainspirowany śmiercią dziadka Arakiego, która miała miejsce niedługo przed rozpoczęciem serii, oraz jego refleksjami na temat tego, jak ludzie pozostawiają po sobie część siebie dla następnego pokolenia, gdy umierają.
Chcąc, aby czytelnicy wiedzieli, że kamienna maska i jej moce będą napędzać fabułę, Araki rozpoczął mangę prologiem związanym z maską, skupiając się na oddaniu nastroju, zamiast stosować standardowy sposób otwarcia poprzez wprowadzenie głównego bohatera. Koncepcja hamonu została stworzona, gdy zastanawiał się, jak narysować coś niewidzialnego; wpadł na pomysł, aby postać uderzyła żabę, która pozostała nietknięta, podczas gdy skała pod spodem pęknie, ukazując w ten sposób nadprzyrodzoną zdolność bohatera. Inspiracją była również jego zamiłowanie do mang o karate, w których pojawiają się nadprzyrodzone techniki.

### Kreacja postaci

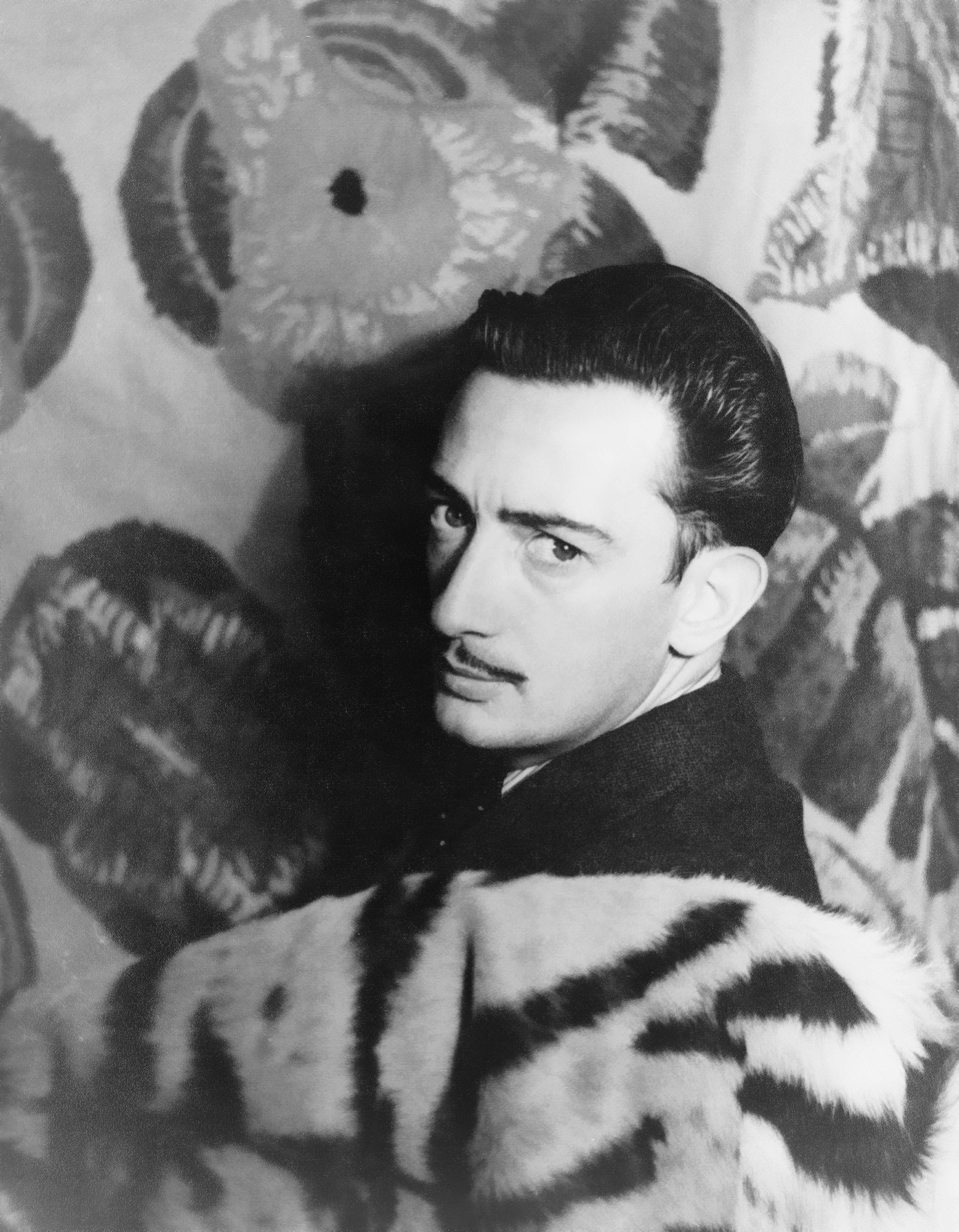
Salvador Dalí miał wpływ na projekt postaci Zeppeliego.

Podczas tworzenia każdej postaci Araki zapisywał fikcyjną historię dla każdej z nich, aby uniknąć niespójności; chociaż nie wszystkie informacje, które zapisywał, są bezpośrednio wykorzystywane w mandze, pomagały mu one określić, jak postać powinna zachowywać się i reagować w różnych sytuacjach. Jonathan i Dio, protagonista i antagonista, zostali stworzeni z myślą o dualności światła i cienia, aby kontrastowali ze sobą: Dio został przedstawiony jako uosobienie zła, a Jonathan jako „fundamentalnie cnotliwy” i sprawiedliwy. Araki użył również czerni i bieli w swoich rysunkach, aby jeszcze bardziej podkreślić kontrast między nimi. Jonathan został zaprojektowany jako symbol opowieści i scenerii, co Araki kontynuował później przy kolejnych protagonistach serii. Ponieważ mangaka chciał, aby seria rozwijała się z nowymi postaciami z rodziny Joestarów, Jonathan został specjalnie napisany jako „pierwszy Joestar”, który miał funkcjonować jako symbol czystości i godności, a nie jako wyjątkowa postać. Ograniczało to jednak możliwości Jonathana, a z perspektywy czasu Araki uznał go za biernego i „trochę nudnego”.
Od samego początku planowania mangi Araki zamierzał przedstawić Dio jako „fajną” postać, która stopniowo schodzi na drogę zła. Uważając, że stworzenie złego antagonisty, z którym czytelnicy mogliby się utożsamiać, może być trudne, Araki napisał Dio jako postać pochodzącą z biednej rodziny z ojcem „bez absolutnie żadnych pozytywnych cech”, co dało Dio motywację do zdobycia władzy i zemsty na świecie, nawet jeśli prowadziło go to do czynów niemoralnych i nielegalnych. Araki zauważył również, że postać działająca bez względu na moralność i prawo może dać czytelnikom poczucie katharsis, ponieważ wyraża te same „paskudne uczucia”, które ludzie w sobie tłumią, co sprawia, że łatwiej jest się utożsamić z Dio niż z bohaterem, który czyni tylko dobro. Imię Dio zostało zaczerpnięte bezpośrednio z włoskiego słowa oznaczającego boga i zostało wybrane tak, aby brzmiało dobrze w połączeniu z imieniem „JoJo”.
Główna postać drugoplanowa z Phantom Blood, Zeppeli, została stworzona jako „głupawy nauczyciel” w stylu mistrzów sztuk walki z filmów o Jackiem Chanie i Karate Kid, z urokiem wynikającym z kontrastu między tym, jak wygląda, a tym, kim jest w środku. Araki zaprojektował go tak, aby posiadał wąsy, czerpiąc inspirację z wyglądu malarza Salvadora Dalego oraz postaci Iyamiego z Osomatsu-kun; było to ryzykowne, ponieważ postacie z wąsami w magazynach z shōnen-mangą uważano za stare i niegodne zaufania, co mogło zniechęcić czytelników. Jego imię pochodzi od nazwy zespołu rockowego Led Zeppelin i zostało wybrane, by zrównoważyć dużą liczbę imion w serii zaczynających się na „J”; postać Speedwagona otrzymała swoje imię (pochodzące od zespołu REO Speedwagon) z tego samego powodu.

## Manga
Seria ukazywała się w magazynie „Shūkan Shōnen Jump” od 1 stycznia do 26 października 1987. Wydawnictwo Shūeisha zebrało jej 44 rozdziały w 5 tankōbonach, wydawanych od 10 sierpnia 1987 do 10 sierpnia 1988. 15 lutego 2002 opublikowano 3-tomową edycję bunkoban. 5 października 2012 wydana została jednotomowa edycja sōshūhen. Kolejna trzytomowa kolekcja z nowymi okładkami autorstwa Arakiego została wydana między 4 grudnia 2013 a 4 stycznia 2014 jako część linii JoJonium wraz z drugą i trzecią częścią serii, Battle Tendency i Stardust Crusaders.
W Polsce edycja bunkoban została wydana w 2020 roku przez wydawnictwo Japonica Polonica Fantastica.

### Edycja tankōbon
| Nr | Data wydania (język japoński) | ISBN (język japoński)  |
| -- | ----------------------------- | ---------------------- |
| 1  | 10 sierpnia 1987              | ISBN 978-4-08-851126-9 |
| 2  | 8 stycznia 1988               | ISBN 978-4-08-851127-6 |
| 3  | 8 kwietnia 1988               | ISBN 978-4-08-851128-3 |
| 4  | 10 czerwca 1988               | ISBN 978-4-08-851129-0 |
| 5  | 10 sierpnia 1988              | ISBN 978-4-08-851130-6 |

### Edycja bunkoban
| Nr | Język japoński | Język japoński     | Język polski  | Język polski           |
| Nr | Data wydania   | ISBN               | Data wydania  | ISBN                   |
| --- | -------------- | ------------------ | ------------- | ---------------------- |
| 1 | 15 lutego 2002 | ISBN 4-08-617784-6 | maj 2020      | ISBN 978-83-7471-831-8 |
| Lista rozdziałów - 1. Prolog (jap. プロローグ Purorōgu) - 2. Intruz Dio Brando – część 1 (jap. 侵略者ディオ・ブランドー その① Shinryakusha Dio Burandō sono 1) - 3. Intruz Dio Brando – część 2 (jap. 侵略者ディオ・ブランドー その② Shinryakusha Dio Burandō sono 2) - 4. Intruz Dio Brando – część 3 (jap. 侵略者ディオ・ブランドー その③ Shinryakusha Dio Burandō sono 3) - 5. Intruz Dio Brando – część 4 (jap. 侵略者ディオ・ブランドー その④ Shinryakusha Dio Burandō sono 4) - 6. List z przeszłości – część 1 (jap. 過去からの手紙 その① Kako kara no tegami sono 1) - 7. List z przeszłości – część 2 (jap. 過去からの手紙 その② Kako kara no tegami sono 2) - 8. Kamienna maska – część 1 (jap. 石仮面 その① Ishi kamen sono 1) - 9. Kamienna maska – część 2 (jap. 石仮面 その② Ishi kamen sono 2) - 10. Kamienna maska – część 3 (jap. 石仮面 その③ Ishi kamen sono 3) - 11. Kamienna maska – część 4 (jap. 石仮面 その④ Ishi kamen sono 4) - 12. Młodość z Dio – część 1 (jap. ディオとの青春 その① Dio to no seishun sono 1) - 13. Młodość z Dio – część 2 (jap. ディオとの青春 その② Dio to no seishun sono 2) - 14. Młodość z Dio – część 3 (jap. ディオとの青春 その③ Dio to no seishun sono 3) |                |                    |               |                        |
| 2 | 15 lutego 2002 | ISBN 4-08-617785-4 | lipiec 2020   | ISBN 978-83-7471-832-5 |
| Lista rozdziałów - 15. Młodość z Dio – część 4 (jap. ディオとの青春 その④ Dio to no seishun sono 4) - 16. Młodość z Dio – część 5 (jap. ディオとの青春 その⑤ Dio to no seishun sono 5) - 17. Narodziny DIO (jap. DIOの誕生 Dio no tanjō) - 18. Kuba Rozpruwacz i ekscentryk Zeppeli – część 1 (jap. 切り裂きジャックと奇人ツェペリ その① Kirisaki Jakku to kijin Tseperi sono 1) - 19. Kuba Rozpruwacz i ekscentryk Zeppeli – część 2 (jap. 切り裂きジャックと奇人ツェペリ その② Kirisaki Jakku to kijin Tseperi sono 2) - 20. Kuba Rozpruwacz i ekscentryk Zeppeli – część 3 (jap. 切り裂きジャックと奇人ツェペリ その③ Kirisaki Jakku to kijin Tseperi sono 3) - 21. Kuba Rozpruwacz i ekscentryk Zeppeli – część 4 (jap. 切り裂きジャックと奇人ツェペリ その④ Kirisaki Jakku to kijin Tseperi sono 4) - 22. Kuba Rozpruwacz i ekscentryk Zeppeli – część 5 (jap. 切り裂きジャックと奇人ツェペリ その⑤ Kirisaki Jakku to kijin Tseperi sono 5) - 23. Falowy Overdrive – część 1 (jap. 波紋疾走 その① Hamon Ōbādoraibu sono 1) - 24. Falowy Overdrive – część 2 (jap. 波紋疾走 その② Hamon Ōbādoraibu sono 2) - 25. Falowy Overdrive – część 3 (jap. 波紋疾走 その③ Hamon Ōbādoraibu sono 3) - 26. Tarkus i Bruford Czarny – część 1 (jap. タルカスと黒騎士ブラフォード その① Tarukasu to Kurokishi Burafōdo sono 1) - 27. Tarkus i Bruford Czarny – część 2 (jap. タルカスと黒騎士ブラフォード その② Tarukasu to Kurokishi Burafōdo sono 2) - 28. Tarkus i Bruford Czarny – część 3 (jap. タルカスと黒騎士ブラフォード その③ Tarukasu to Kurokishi Burafōdo sono 3) - 29. Tarkus i Bruford Czarny – część 4 (jap. タルカスと黒騎士ブラフォード その④ Tarukasu to Kurokishi Burafōdo sono 4)      |                |                    |               |                        |
| 3 | 15 lutego 2002 | ISBN 4-08-617786-2 | wrzesień 2020 | ISBN 978-83-7471-833-2 |
| Lista rozdziałów - 30. Zasnąć snem bohatera (jap. 英雄として眠る Eiyū toshite nemuru) - 31. Rycerskie ruiny (jap. 騎士たちの遺跡 Kishitachi no iseki) - 32. Morderczy rycerski ośrodek treningowy (jap. 中世騎士殺人修練場 Chūsei kishi satsujin shūren jō) - 33. Dziedzic jutrzejszej odwagi – część 1 (jap. あしたの勇気・うけ継ぐ者 その① Ashita no yūki uketsugumono sono 1) - 34. Dziedzic jutrzejszej odwagi – część 2 (jap. あしたの勇気・うけ継ぐ者 その② Ashita no yūki uketsugumono sono 2) - 35. Dziedzic jutrzejszej odwagi – część 3 (jap. あしたの勇気・うけ継ぐ者 その③ Ashita no yūki uketsugumono sono 3) - 36. Wędrowcy z dalekiego kraju – część 1 (jap. 遥かな国からの3人 その① Harukana kuni kara no 3nin sono 1) - 37. Wędrowcy z dalekiego kraju – część 2 (jap. 遥かな国からの3人 その② Harukana kuni kara no 3nin sono 2) - 38. Wędrowcy z dalekiego kraju – część 3 (jap. 遥かな国からの3人 その③ Harukana kuni kara no 3nin sono 3) - 39. Ogień i lód Jonathan i Dio – część 1 (jap. 炎と氷 ジョナサンとディオ その① Faiyā to aisu Jonasan to Dio sono 1) - 40. Ogień i lód Jonathan i Dio – część 2 (jap. 炎と氷 ジョナサンとディオ その② Faiyā to aisu Jonasan to Dio sono 2) - 41. Ogień i lód Jonathan i Dio – część 3 (jap. 炎と氷 ジョナサンとディオ その③ Faiyā to aisu Jonasan to Dio sono 3) - 42. Ogień i lód Jonathan i Dio – część 4 (jap. 炎と氷 ジョナサンとディオ その④ Faiyā to aisu Jonasan to Dio sono 4) - 43. Ogień i lód Jonathan i Dio – część 5 (jap. 炎と氷 ジョナサンとディオ その⑤ Faiyā to aisu Jonasan to Dio sono 5) - 44. Ogień i lód Jonathan i Dio – część 6 (jap. 炎と氷 ジョナサンとディオ その⑥ Faiyā to aisu Jonasan to Dio sono 6) |                |                    |               |                        |

## Anime

### Film kinowy
We wrześniu 2006 zapowiedziano, że na podstawie mangi powstanie 90-minutowy film kinowy, a za jego produkcję odpowiadać będzie studio A.P.P.P. Za reżyserię i projekty postaci odpowiadał Jun’ichi Hayama, scenariusz napisał Mitsuhiro Yamada, a muzykę skomponował Marco D’Ambrosio. Premiera w japońskich kinach odbyła się 17 lutego 2007.

### Serial telewizyjny
5 lipca 2012 na konferencji prasowej z okazji 25. rocznicy powstania mangi Araki ogłosił, że trwają prace nad adaptacją anime, a premiera odbędzie się w październiku tego samego roku. W sierpniowym wydaniu magazynu Ultra Jump ukazały się ilustracje promocyjne przedstawiające Jonathana Joestara i Dio Brando, sugerujące, że anime rozpocznie się od pierwszej części serii, Phantom Blood. 16 września poinformowano, że za produkcję odpowiadać będzie studio David Production. Reżyserią zajęli się Naokatsu Tsuda i Kenichi Suzuki, scenariusz napisała Yasuko Kobayashi, a postacie zaprojektował Takako Shimizu, który pełnił także rolę dyrektora animacji. Muzykę do pierwszej części serialu skomponował Hayato Matsuo. Anime było emitowane od 6 października 2012 do 6 kwietnia 2013, z czego fabuła Phantom Blood obejmuje pierwsze 9 odcinków. Motywem otwierającym jest „JoJo – Sono chi no sadame” (jap. ジョジョ 〜その血の運命〜) w wykonaniu Hiroakiego Tominagi, natomiast końcowym „Roundabout” autorstwa brytyjskiego zespołu Yes.

## Odbiór

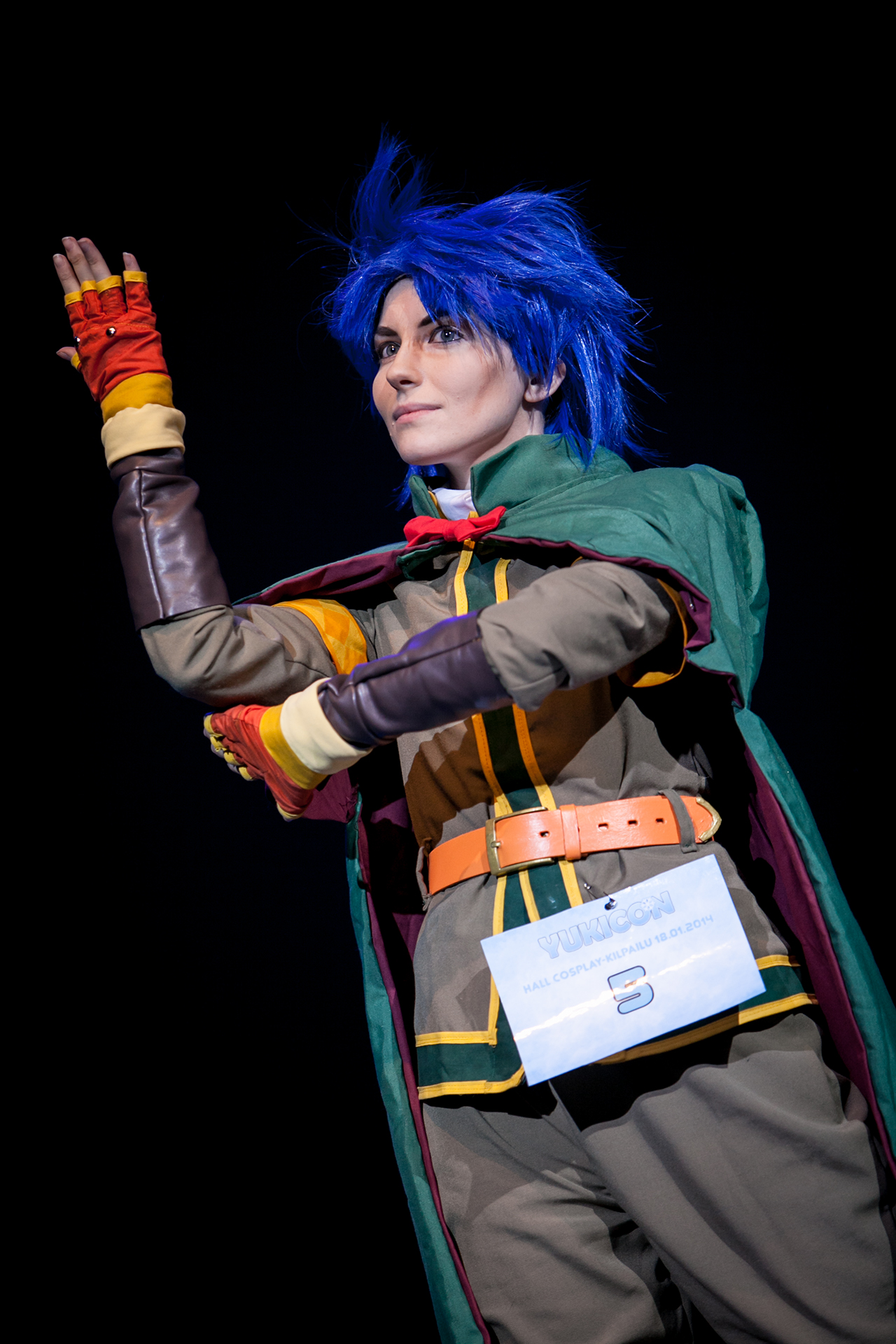
Cosplay Jonathana Joestara

Manga otrzymała recenzje, które wahały się od krytycznych do pozytywnych. Jak przyznał autor, Hirohiko Araki, często słyszał w trakcie publikacji, że jego dzieło nie wpisywało się w grono „najlepszych z najlepszych”, publikowanych w tym samym okresie, takich jak Dragon Ball, Pięść Gwiazd Północy, Kapitan Tsubasa, Kinnikuman oraz Rycerze Zodiaku. Czytelnicy czasopisma „Shūkan Shōnen Jump” byli krytyczni wobec pierwszych kilku rozdziałów, uznając Jonathana za postać mało sympatyczną, zwłaszcza że na tym etapie historii ciągle przegrywał z Dio. Mimo tych zastrzeżeń, seria znalazła się w zestawieniu najlepszych i najbardziej pamiętnych mang roku 2015 według portalu Anime News Network, zdobywając nagrodę w kategorii „Co ja właśnie przeczytałem?!”.
Joseph Luster z Otaku USA nazwał Phantom Blood „prawdziwą gratką” zarówno dla nowych, jak i starych fanów serii JoJo’s Bizarre Adventure, zauważając jednak, że tempo akcji jest wolniejsze w porównaniu do Stardust Crusaders. Ziah Grace i Clair Napier z ComicsAlliance byli bardzo krytyczni wobec tej części, określając ją jako „bezsensowny śmieć”, który nie powinien być ponownie wydany w 2015 roku, i sugerowali, by czytelnicy przeczytali tylko streszczenie fabuły Phantom Blood, a następnie przeszli bezpośrednio do Battle Tendency. Krytykowali także przedstawienie okrucieństwa wobec zwierząt oraz „złe lub nieistniejące” role żeńskie w historii. Rebecca Silverman z Anime News Network doceniła realizm tego, jak Dio wydaje się George’owi doskonale wychowany, a jednocześnie jest sadystycznie okrutny, oraz sposób, w jaki seria łączy mitologię Azteków z legendami o wampirach, ale uznała, że opowieść może być zbyt brutalna dla niektórych czytelników, przywołując jako przykład okrucieństwo wobec zwierząt. Podobał jej się rosnący poziom intensywności i dziwaczności historii, ale skrytykowała częste „mówienie zamiast pokazywania” oraz nadużywanie wykrzykników.
Kilku recenzentów skrytykowało ilustracje w Phantom Blood za anatomię postaci oraz ich pozowanie. Silverman zauważyła, że charakteryzują się one niemożliwymi pozami oraz nieproporcjonalnie małymi głowami w stosunku do dużych, umięśnionych ciał. Dodatkowo skrytykowała rysunki za ich zatłoczenie i trudność w odczytaniu. Redakcja ComicsAlliance wyraziła niezadowolenie z tego, że styl artystyczny wydaje się być wtórny wobec Pięści Gwiazd Północy. Takato z Manga-News uznał, że choć anatomia i pozy pasują do tonu historii, są mało realistyczne i słabo narysowane. Luster zauważył, że rysunki nie są tak dobre jak późniejsze dzieła Arakiego, ale mają swój urok i działają mimo „zniekształconych proporcji” ze względu na wysoką intensywność i stylizację. Kory Cerjak z The Fandom Post docenił ilustracje, określając je jako „prosto z lat 80.”, co nadawało serii atmosferę przypominającą dobre filmy akcji z tego okresu.
Zestaw trzech tomów wydania JoJonium serii zajął 47. miejsce na liście najlepiej sprzedających się komiksów w Japonii w swoim debiutanckim tygodniu według Oriconu, sprzedając szacunkowo 19 374 egzemplarze. Wszystkie trzy tomy angielskiego wydania znalazły się na liście mangowych bestsellerów The New York Timesa przez trzy tygodnie z rzędu; tom 1 zadebiutował na pierwszym miejscu, natomiast tomy 2 i 3 zajęły odpowiednio drugie miejsce, po The Legend of Zelda: A Link to the Past oraz 71 tomie Naruto.